# Estrattore (utensile)

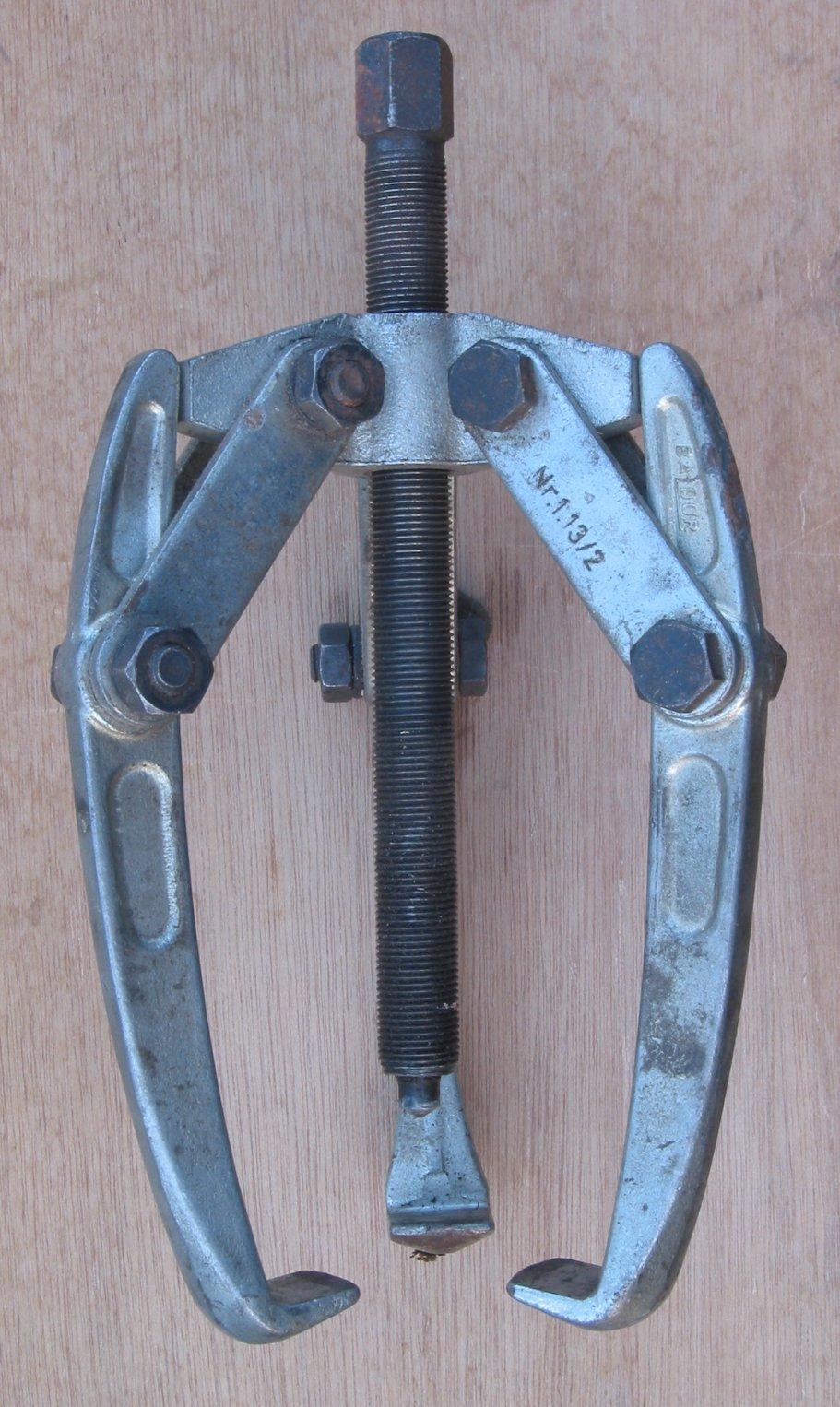
Estrattore a tre braccia

L'estrattore è un utensile utilizzato dai meccanici, elettricisti, falegnami, idraulici e fa parte del corredo degli attrezzi presenti in alcune case.

## Descrizione

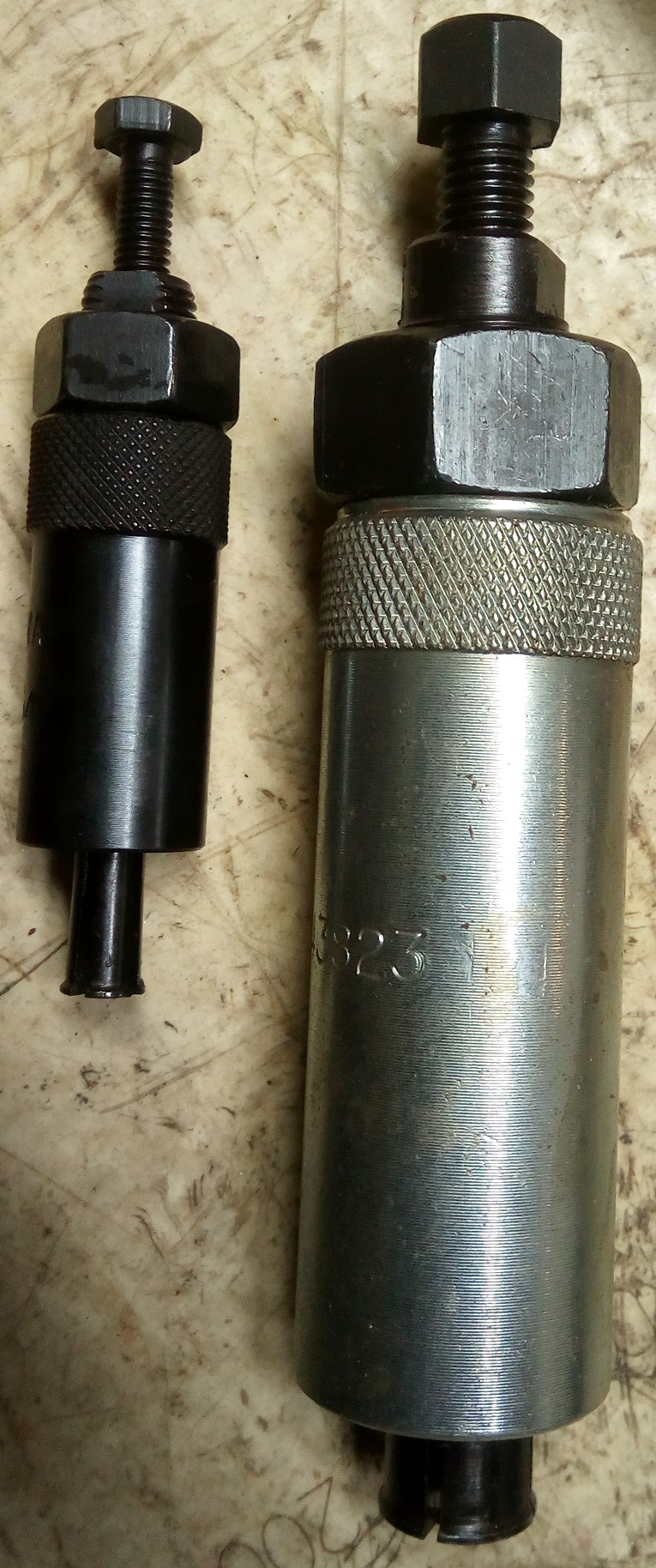
Estrattore da interni

Questo utensile è costituito da una vite centrale che scorre tramite avvitamento su una piastra, la quale è munita di due o più bracci che si fissano o agganciano al corpo da estrarre.

## Funzionamento

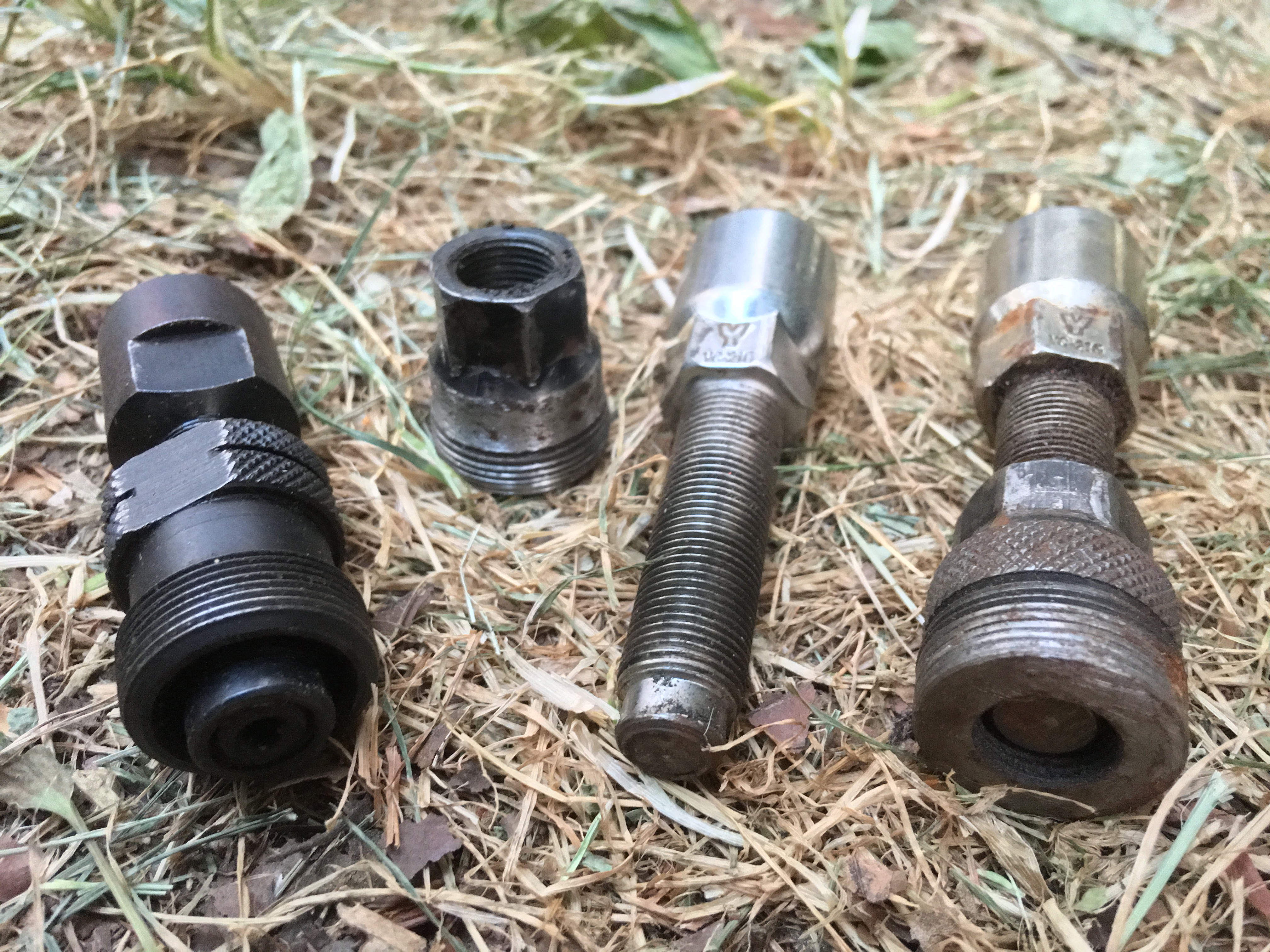
Estrattori per volani o organi vincolati ad alberi conici

Le braccia dell'estrattore devono essere poste correttamente sul corpo da estrarre e la vite centrale deve essere ruotata in modo da premere contro l'asse su cui tale corpo è vincolato tramite accoppiamento.